# Edmundo Lorenzo
Edmundo Lorenzo Santiago (Ferrol, 1893 - Guadalajara, Jalisco, 1973) fue un político socialista español. Trabajó como tipógrafo y se afilió al Partido Socialista Obrero Español (PSOE), partido con el que fue diputado por la provincia de La Coruña en las elecciones generales de 1931 y 1936. Al acabar la Guerra Civil se exilió en México, donde en 1946 fue expulsado del PSOE. En el XXXVII Congreso Federal del PSOE fue readmitido en la disciplina del partido con todos los efectos junto con 36 militantes más, encabezados por Juan Negrín).